# Tony Dize
Antonio "Tony" Feliciano Rivera Cabrera (Boston, Massachusetts (V.S.), 1982), beter bekend als Tony Dize en La Melodía de la Calle, is een Puerto Ricaans reggaetonartiest. Hij staat getekend onder het label Pina Records.

## Biografie
Tony Dize werd geboren in Boston, maar groeide op in Coamo op Puerto Rico. In het begin van zijn carrière hield hij zich bezig met religieuze muziek. Toen hij in 2003 Yandel, van het duo Wisin & Yandel leerde kennen, kreeg hij de kans om een professionele carrière te starten. Zijn eerste nummer was No Pierdas Tiempo op het album Blin Blin Vol. 1. Hij verscheen daarna nog op verschillende (compilatie)albums. In 2008 verscheen zijn eerste album, La Melodía de la Calle, onder het label WY Records. Begin 2009 tekende hij bij het label Pina Records.

## Discografie

### Albums
- 2008: La Melodía de la Calle
- 2009: La Melodía de la Calle Updated (15 september 2009)
- 2025: La Melodía con la Calle, Vol. 1

### Singles
- No Pierdas Tiempo (met Wisin & Yandel, 2003)
- Castigala (2004)
- Todo Empezo (2004)
- Solo Mirame (2004)
- Sóbale El Pelo (2005)
- Sensación (met Wisin & Yandel, 2005)
- Te Noto Tensa (met Wisin, 2006)
- Mayor Que Yo Parte 2 (Remix) (met Wisin & Yandel, Franco "El Gorila")
- Envuélvete (2006)
- Quizás (2006)
- La Noche Esta Pa' Jangueo (met Franco "El Gorila")
- Dale Más (2006)
- Échale Leña Al Fuego (met Yandel, 2006)
- Bien Sudao (2007)
- Acomodate (2007)
- Quizás (Remix) (met (R.K.M. & Ken-Y, 2007)
- Imagínate (met Wisin & Yandel, 2007), Los Extraterrestres
- Permítame (met Yandel, 2008), La Melodía de la Calle
- Entre Los Dos (2008), La Melodía de la Calle
- Vamos A Hacerlo (met Jayko, 2008), La Melodía de la Calle
- No Te Vayas (La Mente Maestra) (2008)
- I Remember The Day (met Mr. Phillips)
- Ella Es Agresiva (met Franco "El Gorila", 2009)
- Mi Mayor Atraccion (2009)
- Solos (met Plan-B, 2009)
- El Doctorado (2010)
- Si no le contesto (2010)
- Hoy Lo Siento (2011)